# Мирний (Орський міський округ)
Ми́рний (рос. Мирный) — селище у складі Орського міського округу Оренбурзької області, Росія.

## Населення
Населення — 618 осіб (2010; 660 у 2002).
Національний склад (станом на 2002 рік):
- росіяни — 66 %